# Маттіас Гергет
Маттіас Гергет (нім. Matthias Herget, нар. 14 листопада 1955, Аннаберг-Бухгольц) — західнонімецький футболіст, що грав на позиції захисника.
Всього в Бундеслізі провів 237 матчів і забив 26 голів. Багаторічний капітан клубу «Баєр Юрдінген». Також виступав за національну збірну ФРН, у складі якої став фіналістом чемпіонату світу та півфіналістом чемпіонату Європи.

## Клубна кар'єра
У дорослому футболі дебютував 1976 року виступами за команду клубу «Бохум», в якій провів два сезони, взявши участь у 64 матчах Бундесліги.
Влітку 1978 року Гергет переїхав в клуб Другої Бундесліги — «Рот-Вайс» з Ессена. В останні три сезони грав на позиції півзахисника і забив 36 голів.
У сезоні 1982/83 Маттіас перейшов в інший клуб Другої Бундесліги — «Баєр Юрдінген». У складі клубу він був безперечним лідером. У сезоні 1985/86 він допоміг команді зайняти третє місце та вийти у вищий дивізіон. Також відіграв всі 90 хвилин у переможному фінальному матчі Кубку ФРН 1984/85, в якому «Юрдиіген» здолав мюнхенську «Баварію» з рахунком 2:1.
У 1989 році, у віці 33 років, Гергет підписав контракт на один сезон з «Шальке 04», де наступного року завершив кар'єру гравця.

## Виступи за збірну
26 жовтня 1983 року дебютував в офіційних іграх у складі національної збірної Німеччини в матчі кваліфікації на чемпіонат Європи 1984 року проти збірної Туреччини, замінивши Ганса-Петера Брігеля.
Був включений до складу збірної на чемпіонат світу 1986 року у Мексиці, на якій ФРН дійшла до фіналу і програла Аргентині з рахунком 2-3. Але на тому «мундіалі» Маттіас зіграв тільки у другому матчі групової стадії проти збірної Данії (0-2).
Тим не менш головний тренер збірної ФРН Франц Беккенбауер включив Гергета в заявку на домашній чемпіонат Європи 1988 року. На турнірі Маттіас разом з Юргеном Колером склали міцну оборону збірної і допомогли збірній дійти до півфіналу, тим самим завоювавши бронзові нагороди турніру. 
Протягом кар'єри у національній команді, яка тривала 6 років, провів у формі головної команди країни 39 матчів, забивши 4 голи.

### Голи за збірну
| #  | Дата            | Місце                        | Суперник       | Рахунок | Результат | Турнір                  |
| -- | --------------- | ---------------------------- | -------------- | ------- | --------- | ----------------------- |
| 1. | 30 квітня 1985  | Страговський стадіон, Прага  | Чехословаччина | 4-0     | 5-1       | Кваліфікація на ЧС-1986 |
| 2. | 25 вересня 1985 | Росунда, Стокгольм           | Швеція         | 2-0     | 2-2       | Кваліфікація на ЧС-1986 |
| 3. | 5 лютого 1986   | Партеніо, Авелліно           | Італія         | 1-1     | 2-1       | Товариський матч        |
| 4. | 14 травня 1986  | Зігналь Ідуна Парк, Дортмунд | Нідерланди     | 3-1     | 3-1       | Товариський матч        |

## Титули і досягнення
- Володар Кубка ФРН: 1984-85

Збірні
- Віце-чемпіон світу: 1986